# Yeliz Açar
Yeliz Açar (* 19. Dezember 1997 in Fatih) ist eine türkisch-aserbaidschanische Fußballspielerin.

## Karriere

### Verein
Açar spielte von 2011 bis 2013 bei Akdeniz Nurçelik Spor. September 2013 unterschrieb sie dann bei Lüleburgaz 39 Spor, jedoch zog das Verein zog aus der Liga zurück. In der zweiten Hälfte dieser Saison wechselte sie zu Kdz. Ereğlispor. 2014 schloss sie sich bei Beşiktaş Istanbul an. Derzeit spielte Açar seit 2017 bei Fatih Vatan Spor.

### Nationalmannschaft
Açar wurde 2013 in die türkischen U17-Frauennationalmannschaft berufen und debütierte ein Freundschaftsspiel gegen die Schweiz. Seit 2019 spielt sie für die Aserbaidschanische Fußballnationalmannschaft der Frauen. Açar spielte in allen drei Spielen der Fußball-Europameisterschaft der Frauen 2022/Qualifikation mit. Bisher absolvierte sie 7 Länderspiele.